# Hohenfeld (Kitzingen)
Hohenfeld ist ein Ortsteil der Großen Kreisstadt Kitzingen in Unterfranken. Das Dorf liegt mainabwärts und direkt südlich von Kitzingen auf der linken Mainseite. Die urkundlich belegte Geschichte Hohenfelds beginnt 1148. Der Ort war stets unter wechselnden Herrschaftsgeschlechtern und Klöstern aufgesplittert. 1814 kam er endgültig zu Bayern.
Hohenfeld war eine selbstständige Gemeinde, bis der Ort 1975 nach Kitzingen eingemeindet wurde. Zum kulturellen Erbe der Gemeinde zählt die Bergkirche St. Margarete. Von dieser auf der Anhöhe liegenden Wallfahrtskirche wird nachweislich 1329 berichtet. Weiterhin befinden sich im Zentrum des Ortes die 1709 fertiggestellte Ortskirche sowie der fränkische Ortskern.

## Geografie

### Lage
Hohenfeld liegt geschützt im nordbayerischen Unterfranken am östlichen Ufer des Mains im Maindreieck.
Die Staatsstraße 2271 von Kitzingen nach Marktbreit und Ochsenfurt führt als Umgehungsstraße am Ort vorbei.
Der Ortsteil hat ca. 1000 Einwohner und ist ungefähr 1,5 km² groß. Er erstreckt sich über eine Länge von 3,5 Kilometern vom Campingplatz Schiefer Turm in Kitzingen mainabwärts bis zur örtlichen Kläranlage. In der Gemarkung von Hohenfeld liegt die Hagenmühle, die heute ebenfalls ein Kitzinger Ortsteil ist.

### Naturräumliche Lage
Naturräumlich liegen alle Kitzinger Stadtteile entlang des Maines im niederschlagsarmen und trockenem Kitzinger Maintal, das Teil des Mittleren Maintals innerhalb der Mainfränkischen Platten ist.

### Geologie
Hohenfeld liegt im fränkischen Schichtstufenland. Es befindet sich auf der Muschelkalk- und Unterkeuperschicht.

### Klima
Der Ort liegt geschützt im Maintal. Es herrscht mildes und niederschlagsarmes Klima vor.

## Geschichte

### Ortsname
1148 hieß der Ort Hovelt. Das Grundwort ist althochdeutsch felt, was Ebene, Flachland, Weidefläche und Fläche heißt. Als Bestimmungswort kommt das Adjektiv hoch dazu.
Spätere Namensformen waren:
- 1153 Hohevelt
- 1165 Hoevelt oder Hofelt
- 1240 Hoheuelt
- 1251 Hohenvelt

Alle Namensvariationen bedeuten „hohes Feld“. Sie sind Hinweis auf die Höhenlage der ersten Ansiedlung.:12

### Anfänge
Zum ersten Mal wurde Hohenfeld 1148 urkundlich erwähnt.:54
1458 berichtet die Dorfordnung von einem „dorffrid und banczeund“, einer Einfriedung. 1619 verbesserte der Ort die Schutzvorrichtungen mit einem Angelstein am oberen Tor. An beiden Toren erhielten fünf Schranken zur Abwehr Pfannen, Ringen und Spitzen.:15

### Grundherren
Dorfherrschaften waren teilweise gleichzeitig das Spital Kitzingen, das Kloster Heidenfeld, das Franziskanerkloster Würzburg und mehrere Rittergeschlechter. Schließlich teilten sich die Markgrafen von Brandenburg–Ansbach und das Hochstift Würzburg den Ort. Das  Königreich Preußen beanspruchte ab 1796 die Alleinherrschaft. Ab 1806 gehörte das Dorf zum Königreich Bayern, ab 1810 vier Jahre lang zum Großherzogtum Würzburg und ab 1814 wieder zu Bayern.:54

#### Spital Kitzingen
Das wohl vom Frauenkloster der Stadt gegründete Spital bezog seine Einnahmen aus Besitzungen und Rechten in der Stadt und umliegenden Dörfern. Es verarmte im 12. Und 13. Jahrhundert. Durch Schenkungen des Nürnberger Schultheißen Konrad Groß sowie zweier Würzburger, der Brüder Wolf und Rüdiger Teufel aus Kitzingen, konnte das Bürgerspital Kitzingen im Jahre 1344 neu belebt werden. Zu den Schenkungen gehörte auch großer Besitz in Hohenfeld. Denn das Spital besaß das Recht der Vogtei in Hohenfeld ab 1346. Um 1400 besaß das Spital etwa ein Drittel des Ortes. Die einträglichen Einnahmen sind bis zum Jahre 1851 dokumentiert. Dann verschwanden aus den Abrechnungen alle grundherrlichen Rechte. Sie wurden für immer abgelöst und dem Staate überwiesen.:18, 21, 22

#### Franziskanerkloster Würzburg
Heinrich Keilholz und seine Frau Anna vermachten 1389 ihren Besitz dem Franziskanerkloster Würzburg. Der Besitz bestand aus einem großen sowie zwei kleinen Häusern, 195 Morgen Ackerland, Weinbergen und Wiesen. Diese Besitzungen wurden an brandenburgische und würzburgische Ortsbürger weitergegeben.:23–26

#### Kloster Heidenfeld
Graf Hermann von Vohburg und Gattin Alberade von Banz stifteten im Jahre 1060 Grundbesitz in Hohenfeld der Propstei Heidenfeld. Bischof Johann II. von Brunn übertrug dem Kloster die Frühmesse, die Beguinenklause sowie Höfe im Dorf und der Umgebung. 1529 veräußerte das Kloster allen Besitz im Ort an Junker Esram von Hutten zu Michelfeld. Die Erträge aus der Frühmessstiftung erhielt die Gemeinde Hohenfeld.:27

#### Rittergeschlechter
Die Edlen von Hohenfeld werden von 1148 bis 1303 in Urkunden immer wieder genannt. Rudolf von Hohenfeld zum Beispiel 1230 im Zusammenhang mit Schenkungen an das Kloster Ebrach.:35
Die Dorfordnung von 1458 benennt Junker Jörg Fuchs von Bimbach als einen von vier Dorfherren. Ihr Besitz gelangte an die Schenken von Limpurg. 1501 kam er an Wilhelm von Bebenburg, 1507 an dessen Sohn Georg und 1512 an Georgs Bruder Wilhelm. Dieser findet sich in der Urkunde zur Dorfkapelle. Mit dem Tode des kinderlosen Wilhelm 1567 fiel sein Besitz an die Markgrafen von Brandenburg. Er wurde 1533 weitergegeben an Esram von Hutten. Dieser besaß seit 1529 bereits Lehen des Klosters Heidenfeld im Dorf. Esram von Hutten hatte gleichzeitig Lehen der Markgrafen von Ansbach und des Hochstifts Würzburg. Von den Brüdern Bernhard und Georg Ludwig von Hutten gingen die Besitzungen am 28. Februar 1611 an den Ansbachischen Rat Anselm von Thüna.:28–30
Seit 1312 sind die Herren von Seckendorff als Zehntherren in Hohenfeld nachweisbar. Dieser sog. Noldische Zweig benannte in der Dorfordnung von 1448 Erkinger von Seckendorff als Grundherr. Noch vor seinem Tode 1659 verkaufte Wolf Christoph von Seckendorff die Besitzungen in Hohenfeld an Friedrich von Hirschhorn (1570–1632). Der kurpfälzische Erbtruchseß Friedrich von Hirschhorn hatte keine Kinder. Das Erbe ging an dessen Vetter Johann Heinrich Schärtlein von Burtenbach. Von ihm löste am 27. März 1635 Rittmeister Reinhold von Weiden zu Fröhstockheim und Rödelsee den Nachlass ab. Dieser war verheiratet mit Magdalena Christina von Crailsheim. Hans Joachim von Seckendorff war der Bruder von Wolf Christoph. Er übertrug seinen grundherrlichen Besitz im Ort, in Obernbreit, Martinsheim und Enheim am 22. Februar 1623 an den verwandten Friedrich von Crailsheim in Fröhstockheim. Dessen Sohn Christian Friedrich (1618–1680) wie auch Reinhold von Weiden verkaufen ihre Güter, Untertanen und alle Rechte im Dorf schließlich am 3. April 1662 an den Markgrafen Albrecht II. von Brandenburg–Ansbach.:32–34
Großen Besitz hatte die Adelsfamilie Keilholz. Sie stifteten die Frühmesse zu Hohenfeld. Durch ihre Schenkungen erhielten das Kloster Ebrach, das Bürgerspital in Kitzingen, die Klöster der Franziskaner, Dominikaner und Karmeliter in Würzburg Vermächtnisse in Hohenfeld.:35

### Neuzeit
Am 1. Mai 1978 wurde die bis dahin selbständige Gemeinde in die Kreisstadt Kitzingen eingegliedert.

## Politik und Kommunales

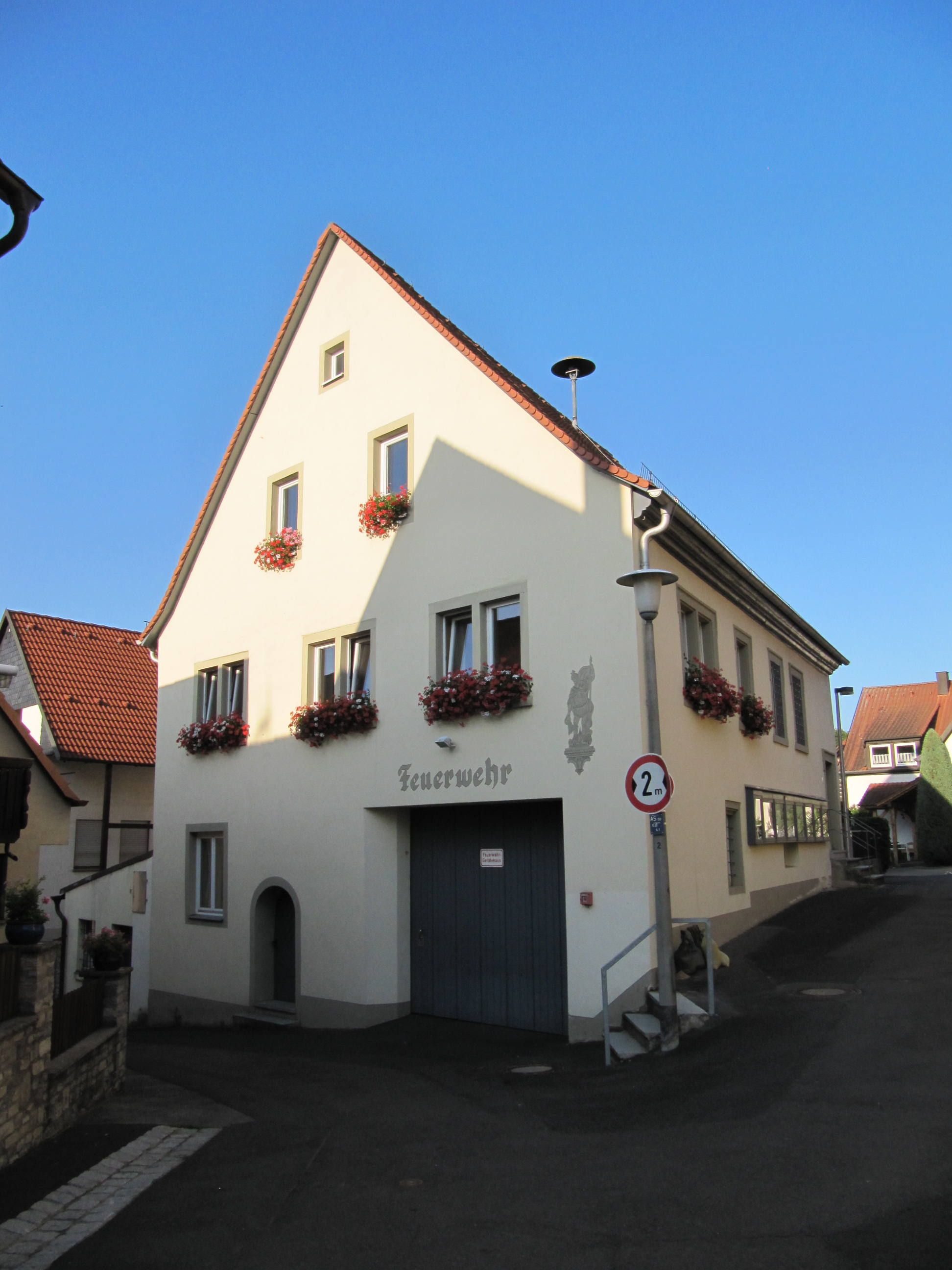
Rathaus von Hohenfeld

### Einwohnerzahlen
| Jahr     | 1666    | 1703 | 1838 | 1840 | 1852 | 1856 | 1861 | 1900 | 1910 | 1930 | 1987 |
| -------- | ------- | ---- | ---- | ---- | ---- | ---- | ---- | ---- | ---- | ---- | ---- |
| Personen | ca. 300 | 250  | 511  | 520  | 533  | 519  | 487  | 403  | 394  | 399  | 763  |

Quelle ohne Einzelnachweis: Eduard Krauß Hohenfeld am Main:14

### Religion
Die Mehrzahl der Bevölkerung gehörte bis 1910 dem protestantischen Glauben an.
| Jahr         | 1814/1815 | 1862 | 1890 | 1900 | 1910 |
| ------------ | --------- | ---- | ---- | ---- | ---- |
| Protestanten | 468       | 452  | 400  | 403  | 362  |
| Katholiken   | 1         | 2    | 58   | 28   | 32   |
| Juden        | 20        | 20   | 1    | –    | –    |

Quelle: Eduard Krauß Hohenfeld am Main:14

### Wappen
Das Dorfwappen zeigt die Heilige Margarete. Sie ist eine der 14 Nothelfer. Die älteste Darstellung des Ortswappens existiert auf der Inschriftentafel am südlichen Portal der Bergkirche. Das älteste Siegelwappen enthält ein Siebenerbuch von 1596.:13–14

## Kultur und Sehenswürdigkeiten

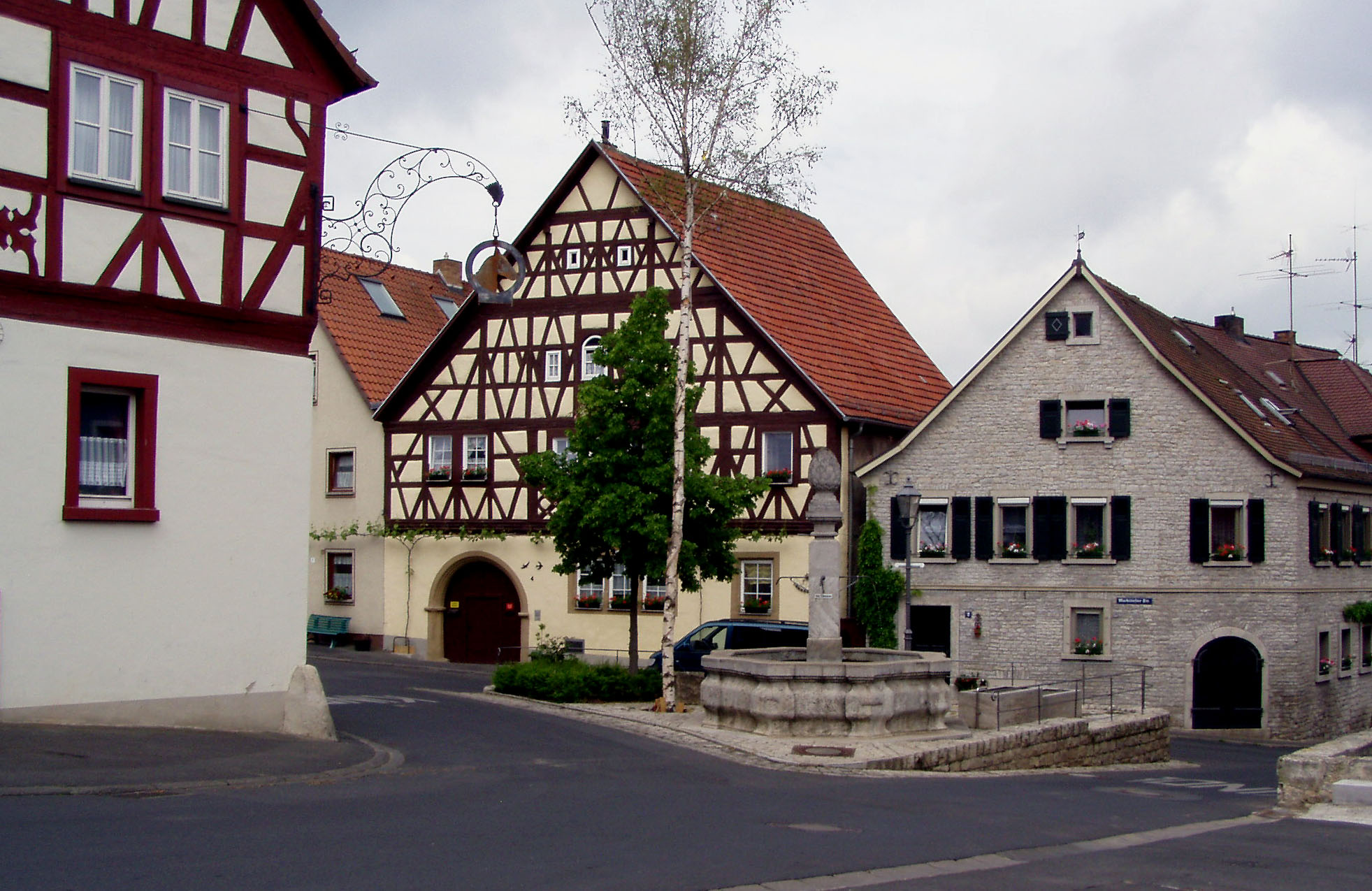
Altortkern mit Dorfbrunnen und Maibaum

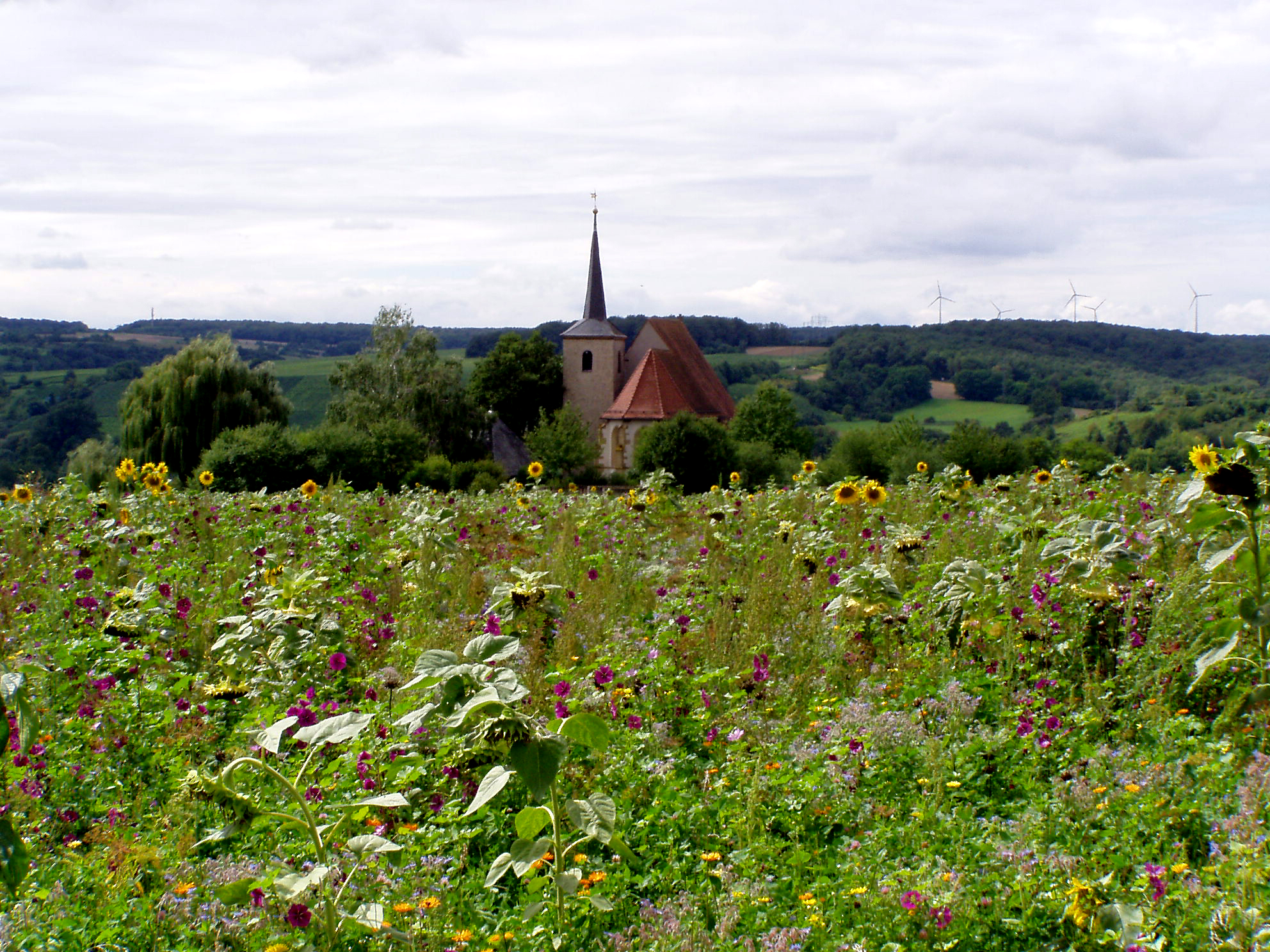
Bergkirche von Hohenfeld

### Baudenkmäler

#### Dorfmitte
Hohenfeld hat einen pittoresken, typisch fränkischen Altortkern mit Brunnen. Er liegt erhöht und ist umgeben von  Fachwerkhäusern. Dieser Dorfplatz bildet den Schnittpunkt der engen Straßen durch den Ort.

#### Bergkirche
Besonders sehenswert ist die auf einer Anhöhe gelegene Bergkirche St. Margarete von Hohenfeld.
Der erste nachweisbare Hinweis berichtet von einem Friedhof. In der Urkunde vom April 1251 bestätigt Bischof Hermann von Würzburg den Tausch einer Stiftung. Irmgard, die Witwe des Ritters Rudolf von Hohenfeld, vermachte Güter in Schwebheim „et tribus iugeris vinearum ante crimiterium in Hohenvelt“, d. h. Weinberge vor dem Friedhof in Hohenfeld des Klosters Ebrach.
Erwähnt wird die Bergkirche schließlich 1329. In diesem Jahr erhielt der Würzburger Fürstbischof Wolfram Wolfskeel von Grumbach (1322/33) vom Deutschen Orden das Patronatsrecht über die Pfarrkapelle zu Hohenfeld in der Nähe von Kitzingen und größeren Besitz.:110
Die Kirche diente als Wallfahrtskirche. Vermutlich gehörte sie zum hier ansässigen Beginenkloster. Unter den Fehden der Ritterschaft litten vor allem die Beginenhäuser auf dem Lande. 1422 kam die letzte Begine aus der Klause auf dem Kirchberg in Aschaffenburg nach Hohenfeld.
Eine große Instandsetzung von 1971 bis 1976 führte unter dem Chor zur Freilegung eines Altarfundamentes in einer halbkreisförmigen Apsis. Auch konnte die Längswand nach Süden erhalten werden. Sie stammt vermutlich als der Zeit der Karolinger. Ebenso entdeckten die Verantwortlichen Fundamente einer romanischen Saalkirche. Freigelegt und restauriert wurden das Schnitzwerk und die Bemalung der Renaissancekanzel sowie das Gestühl. Für die Nachwelt konnten durch die Renovierung einige alte Kunstwerke erhalten werden wie die um 1500 entstandene Darstellung des Schweißtuchs Christi mit Stabwerkumrahmung und der Altar mit der gotischen Mensa. Er wurde nur etwas nach Osten gerückt. Die maßwerkgeschmückte Türumrahmung der Sakristei stammt aus der Bauzeit des Chores.

#### Pfarrkirche
Die evangelische Pfarrkirche wurde im Markgrafenstil gebaut. Das Innere ist schlicht und besitzt durch die doppelstöckigen Emporen zahlreiche Sitzplätze. An der Decke des Langhauses befindet sich die Lutherrose. Der Chorraum mit fünf Achteckseiten liegt im Osten.

### Mainfähre
Bereits im 17. Jahrhundert bestand in Hohenfeld eine Fährverbindung über den Main. Ursprünglich besaß die Dorfherrschaft das Fährrecht und vergab die Fähre an verschiedene Beständer. Erst 1714 erwarb dann mit Leonhard Steinbrückner erstmals ein Privatmann die Fähre. Im Jahr 1912 errichtete man eine Hochseilanlage, um den Fährverkehr weiterführen zu können. Nun wechselte die Fähre im Zuge des Ausbaus des Mains zur Großschifffahrtsstraße häufig ihren Standort und wurde im 20. Jahrhundert aufgegeben.

### Sagen

#### Die Friedhofskirche
Früher führte ein Feldweg zwischen Hohenfeld und der Bergkirche zum Friedhof hinauf. Einst war es Brauch, dass die Mädchen des Dorfes die Kirche regelmäßig reinigten. Einmal waren sie fertig und brachen ins Dorf auf, um sich vom Pfarrer die Belohnung abzuholen. Lediglich ein Mädchen blieb zurück. Seine Mutter lag zuhause krank in ihrem Bett und die Familie hatte kein Einkommen mehr. Das Mädchen wollte deshalb noch zur Muttergottes für die Heilung der Mutter beten.
Plötzlich erschien dem Mädchen eine freundliche Dame und sagte zu dem Kind: „Halt‘ dein Schürzlein auf!“ Das Mädchen tat wie ihm geheißen und hielt ihre Schürze auf. Die Frau füllte die Schürze mit wunderschönen Rosen und sprach: „So jetzt gehe heim und bring‘ die Rosen deiner Mutter!“ Verwundert ging das Mädchen nach Hause. Daheim erzählte sie der kranken Mutter von der seltsamen Begebenheit. Als sie beide aber in die Schürze schauten, lagen darin viele Goldstücke.

#### Hol über!
Über die Hohenfelder Fähre wurden ebenfalls viele Sagen erzählt. An den Fährmann soll einmal der Ruf zum Überholen über den Main gegangen sein. Als er aber das andere Ufer erreicht hatte, stand dort ein Reiter ohne Kopf. Der Fährmann konnte den Kahn gerade noch rechtzeitig wenden. Ein andermal erhielt er wiederum den Ruf und er setzte über. Hier angekommen hörte er, dass sein Kahn beladen wurde, konnte aber keinen sehen. Beim Aussteigen fielen unsichtbare Erbsen auf das Deck. Beim genauen Hinsehen konnte er Goldstücke erkennen.

## Persönlichkeiten
- Alexandre Laemlein (1813–1871), französischer Maler deutscher Herkunft
- Eduard Wilhelm Arthur Theodor Krauß (1856–?), Dr. med., Ehrenbürger und  Verfasser der Ortschronik, Ehrenbürger[10]
- Paul Schattenmann (* 6. Februar 1892 in Hohenfeld; † 28. November 1967 in Nürnberg)[11]
- Adolf Karl Artur Kuhnert (1905–1958), Schriftsteller und Drehbuchautor, Kuhnert starb in Hohenfeld

## Sport
Der TSV Hohenfeld ist der Sportverein des Ortsteils, der nach dem Abstieg in der Saison 2015/2016 seine Punktspiele in der B-Klasse bestritt. In der Saison 2017/2018 konnte der Verein – als Spielgemeinschaft mit Rot-Weiß Kitzingen – den 2. Tabellenplatz in der Abschlusstabelle belegen und somit die Rückkehr in die A-Klasse feiern.  Seit der Saison 2021/2022 tritt der TSV Hohenfeld wieder als eigenständiger Verein (weiterhin in der A-Klasse) an.